# Marchantia fasciata
Marchantia fasciata là một loài Rêu trong họ Marchantiaceae. Loài này được Myrin ex Hartm. mô tả khoa học đầu tiên năm 1832.